# Condado de Clearwater (Minnesota)
El condado de Clearwater (en inglés: Clearwater County) es un condado en el estado estadounidense de Minnesota. En el censo de 2000 el condado tenía una población de 8.423 habitantes. La sede de condado es Bagley. El condado fue fundado el 20 de diciembre de 1902 y fue nombrado en honor al río Clearwater y al lago Clearwater. El lago Itasca, en donde nace el río Misisipi, se encuentra en el condado.

## Geografía
Según la Oficina del Censo, el condado tiene un área total de 2.667 km² (1.030 sq mi), de la cual 2.576 km² (995 sq mi) es tierra y 91 km² (35 sq mi) (3,41%) es agua.

### Condados adyacentes
- Condado de Beltrami (noreste)
- Condado de Hubbard (sureste)
- Condado de Becker (sur)
- Condado de Mahnomen (suroeste)
- Condado de Polk (noroeste)
- Condado de Pennington (noroeste)

## Autopistas importantes
- U.S. Route 2
- Ruta estatal de Minnesota 1
- Ruta estatal de Minnesota 92
- Ruta estatal de Minnesota 113
- Ruta estatal de Minnesota 200
- Ruta estatal de Minnesota 223

## Demografía
En el  censo de 2000, hubo 8.423 personas, 3.330 hogares y 2.287 familias residiendo en el condado. La densidad poblacional era de 8 personas por milla cuadrada (3/km²). En el 2000 había 4.114 unidades habitacionales en una densidad de 4 por milla cuadrada (2/km²). La demografía del condado era de 89,26% blancos, 0,19% afroamericanos, 8,58% amerindios, 0,25% asiáticos, 0,01% isleños del Pacífico, 0,24% de otras razas y 1,47% de dos o más razas. 0,77% de la población era de origen hispano o latino de cualquier raza. 
La renta promedio para un hogar del condado era de $30.517 y el ingreso promedio para una familia era de $39.698. En 2000 los hombres tenían un ingreso medio de $29.338 versus $20.417 para las mujeres. La renta per cápita para el condado era de $15.694 y el 15,10% de la población estaba bajo el umbral de pobreza nacional.

## Ciudades y pueblos
| - Bagley - Clearbrook | - Elbow Lake - Gonvick | - Leonard - Rice Lake | - Shevlin - Zerkel |

### Municipios
| - Municipio de Bear Creek - Municipio de Clover - Municipio de Copley - Municipio de Dudley - Municipio de Eddy - Municipio de Falk - Municipio de Greenwood - Municipio de Hangaard - Municipio de Holst - Municipio de Itasca - Municipio de La Prairie | - Municipio de León - Municipio de Long Lost Lake - Municipio de Minerva - Municipio de Moose Creek - Municipio de Nora - Municipio de Pine Lake - Municipio de Popple - Municipio de Rice - Municipio de Shevlin - Municipio de Sinclair - Municipio de Winsor |

### Lugares designados por el censo
- Ebro
- Roy Lake
- South End

### Territorio No Organizado
- North Clearwater
- South Clearwater